# Kikuyus
Pour les articles homonymes, voir Kikuyu.
Les Kikuyus sont un peuple d'Afrique de l'Est. C'est le groupe ethnique le plus nombreux du Kenya (8 148 668 lors du recensement de 2019).
Les Kikuyus cultivent les montagnes centrales fertiles et sont également l'un des groupes ethniques les plus économiquement actifs au Kenya.
Ils sont à l’origine de la révolte des Mau Mau dans les années 1950. Dirigée contre les colons qui monopolisaient les Hautes Terres blanches au sein d'un système politique très inégal, la rébellion est partie des milieux paysans sans terres, des anciens combattants abandonnés et des ouvriers syndiqués. L'état d'urgence instauré par le gouvernement britannique permet aux autorités coloniales de regrouper de force des dizaines de milliers de Kikuyus dans des camps, de faire placer 76 000 personnes en détention arbitraire et de recourir à la torture et aux exécutions sommaires. Plusieurs dizaines de milliers de personnes sont tuées jusqu'à l'écrasement de l'insurrection.
Près de Nairobi, la bordure du pays kikuyu est encore jalonnée de plantations de café parfaitement agencées et de vastes demeures de pierre, aux toits de tuile. Peu d'espaces coloniaux ont été à ce point préservés, contrastant avec l'entassement humain de ce que l'on appelait il y a 40 ans les « réserves » ethniques.
Après la contestation par l'opposition des résultats de l’élection présidentielle du 27 décembre 2007, les Kikuyus, traditionnels soutiens du président kényan Mwai Kibaki, ont été pris à partie à travers le pays. Dans la vallée du Grand Rift, plus de 70 000 d'entre eux ont dû fuir et les violences ont fait plusieurs centaines de victimes.
Les Kikuyus sont évoqués dans le livre La Ferme africaine de la femme de lettres danoise Karen Blixen, qui inspira le film Out of Africa, ainsi que le livre Les Larmes du crocodile de l'auteur Anthony Horowitz. L'évolution post-coloniale de leur organisation sociale a fait l'objet de critiques par la voie romanesque par l'écrivain kikuyu  Ngugi wa Thiong'o, notamment dans Et le blé jaillira ! et Pétales de sang.
Selon les sources et le contexte, on rencontre plusieurs variantes : Agekoyo, Agikuyu, Aikuyu, Akikuyu, Gekoyo, Giguyu, Gikikuyu, Gikuyu, 
Kikouyou, Kikouyous, Kikuyus, Wakikuyu.
« Kikuyu » est la transcription la plus utilisée, mais eux-mêmes s'appellent plutôt Agikũyũ.

## Histoire et origine
Selon les contes populaires traditionnels, toute la création commence au sommet du Mont Kenya, ce qui fait que les Kikuyus croient être les premiers humains sur la planète. Leur propre Dieu, appelé Ngai, est descendu du ciel et a établi son trône sur cette montagne. De là, il crée le premier homme Gikuyu et lui assigne une épouse, Mumbi. Ngai leur confie les terres autour de Kirinyaga pour qu'ils y habitent avec leurs futurs descendants.
Parmi les figuiers, Mumbi et Gikuyu conçoivent neuf filles : Wanjiru, Wambui, Wanjiku, Waceera, Wangari, Wambura, Waithera, Wairimu et Wangui. Ce groupe pensent que Gikuyu a sacrifié une chèvre sous un figuier pour avoir des beaux-fils. Finalement, Ngai les bénit avec neuf hommes qui deviennent les maris de leurs filles, donnant ainsi naissance à la tribu Kikuyu. La croyance populaire estime que les noms des clans des Agikuyu sont issus de ces filles. Cependant, certaines convictions affirment que Gikuyu avait dix filles mais la dernière née, Wamuyu, était trop jeune pour se marier. La raison pour laquelle elle est restée chez elle est qu’elle puisse hériter des propriétés des parents. Enfin lorsqu'elle eut l'âge, elle se maria et donna naissance au dixième clan.
Après la mort de Mumbi et Gikuyu, les tribus finalement fusionnèrent en un seul et unique groupe maternel, portant le nom ancestral de "Maison de Mumbi", qui vivait dans des nyumbas (Des maisons rondes de type hutte avec une seule entrée). Le mugumo (un figuier), le müküyü (l’olivier) et le sommet du mont Kenya sont considérés comme des lieux sacrés, au pied desquels se déroulent certains rites de cultes et de sacrifice.

## Culture et croyance
Les Kikuyus ont leurs propres façons de choisir les noms des enfants. Dans les années 90, les filles sont nommées en fonction des clans et les garçons en fonction des groupes d'âge. A l’heure actuelle, les enfants reçoivent les noms des parents. Le garçon aîné reçoit toujours le nom de famille du grand-père paternel et le deuxième garçon le nom de famille du grand-père maternel. Si une fille est la toute première née, elle porte le nom de la grand-mère paternelle et une deuxième fille celui de la grand-mère maternelle. Pour le reste des enfants à partir du troisième né, ils portent le nom de leurs tantes et oncles du côté maternel ou paternel.
Cette communauté pratique la clitoridectomie des filles et la circoncision des garçons. Cependant, les filles subissent rarement ce processus, car il a été érodé par la culture moderne. Les jeunes d'une même tranche d'âge sont classés en groupes d'âge appelés riika. Cet ensemble reçoit un nom qui lui permet de s'identifier à un événement ou à une caractéristique, par exemple, la documentation de l'apparition de la variole et de la syphilis.
Parmi les Kikuyus, les mariages sont valorisés. Ils commencent par la dot suivie d'une cérémonie traditionnelle et puis une célébration à l'église. Au sujet de la dot, un homme peut s'occuper de plusieurs femmes, s'il est assez riche. Les chèvres, les bovins et les moutons sont les sources principales de la dot qui est négociée pendant des années et peut être remboursée. Si la dotation n'est pas effectuée à temps, le mariage n’aura pas lieu car la famille de la mariée refusera de libérer sa fille.
Un mariage traditionnel se déroule en cinq étapes. Lors de la première étape (kuhanda ithigi), les parties concernées plantent une branche de l'arbre pour illustrer leur unité. La deuxième phase est celle du kumenya mucii, au cours de laquelle la famille du marié, y compris les chefs de la tribu, fait connaissance du foyer de la mariée. L’étape suivante, appelée Kuracia, concerne les hommes du marié qui lui rendent visite pour distribuer entre eux des objets dont il n'aura pas besoin après le mariage. La quatrième étape (gutina kiande) est une cérémonie qui se déroule au domicile de la mariée et qui implique l'abattage de l’avant-bras d'un bélier. La dernière phase est le kuonio itara, qui prévoit la visite de la famille de la mariée au domicile du marié. C'est là que sa belle-mère la guidera dans la cuisine et lui apprendra à cuisiner et à arranger sa propre cuisine.
Le jour du mariage, une robe traditionnelle est préparée pour les mariés. Après la cérémonie, une nyumba est construite pour la femme dans une propriété de son mari où elle vit avec ses enfants.
La nourriture traditionnelle pour cette tribu inclut le mukimo (la purée de pommes de terre et de pois), le githeri (un mélange de haricots et de maïs), l’irio (une purée de maïs, de haricots secs et de pommes de terre), le mūtura (saucisse fabriquée à partir d'intestins, de viande et le sang de chèvre) et l’ūcūrū (bouillie fermentée à base de farine de maïs, de millet ou de sorgho).

## Vie politique
À l'époque pré-coloniale, les Kikuyus sont décentralisés et ne disposent d’aucune institution bureaucratique. Les plus anciens des tribus sont donc ceux qui prennent les décisions et règlent les conflits. Ces décideurs appartiennent à la même riika et ont une cérémonie ituika, pour passer les rênes du pouvoir à la génération suivante. D’autre part, les femmes ont des conseils séparés où elles discutent des questions agricoles, des problèmes domestiques, de la discipline sociale féminine et des rituels. Les symboles traditionnels du pouvoir chez eux comprennent le Muthĩgi (bâton), qui signifie le pouvoir de diriger, et le Itimũ (lance), qui signifie le pouvoir de déclarer la guerre.
Leur mode de vie traditionnel est perturbé par l'arrivée des colonisateurs britanniques. En 1885, ils établissent un pouvoir direct et par la suite, règnent sur la population kikuyu et s’emparent de leurs hautes terres agricoles. Du coup, cette communauté est forcée de vivre en tant que squatters. De plus, ils sont interdits de culture du café et obligés de payer une taxe sur les huttes, ce qui leur fait un revenu moindre. À partir de 1945, des nationalistes comme Jomo Kenyatta, de l'Union africaine du Kenya (UAE) font pression sur le gouvernement britannique pour obtenir des droits politiques et des réformes foncières. Mais certains militants et combattants Kikuyu créent un groupe plus radical, le Mau Mau, qui mène des attaques depuis des bases reculées en forêt afin de récupérer leurs terres. Cette lutte représente une étape-clé vers l'indépendance du Kenya. Cela donne aux Kikuyus un pouvoir important dans la politique kenyane car les combattants de Mau Mau viennent principalement de ce groupe ethnique.

## Vie socio-économique
La majorité de la population est bien éduquée et continue donc à exercer une grande influence économique et sociale. En tant qu'agriculteurs, ils habitent dans des fermes familiales et cultivent le mil, le sorgho, les haricots, les pois et les patates douces. De plus ils participent aux cultures industrielles liées à l'exportation du café, du thé, des fleurs et des haricots verts. Ce sont des hommes d'affaires avisés et des propriétaires de petites industries dans des secteurs tels que la fabrication de chaînes en fer, les bijoux faits à la main à partir de sarongs et de perles africains, les statues et la fabrication de ficelles.

## Personnalités notables
- Wangari Maathai née le 1er avril 1940 et morte le 25 septembre 2011, biologiste, professeure d’anatomie, militante politique et écologiste, ministre de l’environnement, prix nobel de la paix 2004, prix Goldman pour l’environnement, autrice.